# The Best of LeAnn Rimes
The Best of LeAnn Rimes är ett samlingsalbum av den amerikanska countrysångerskan LeAnn Rimes, utgivet 2004.

## Låtlista
1. "Can't Fight the Moonlight" - 3:36
2. "Life Goes On" - 3:34
3. "How Do I Live" - 4:27
4. "I Need You" - 3:48
5. "We Can" - 3:39
6. "Last Thing on My Mind" - 3:56 (duett med Ronan Keating)
7. "This Love" - 3:52
8. "But I Do Love You" - 3:20
9. "Written in the Stars" - 4:19 (duett med Elton John)
10. "Suddenly" - 4:00
11. "The Right Kind of Wrong" - 3:48
12. "Commitment" - 4:37
13. "Please Remember" - 4:34
14. "Crazy" - 2:54
15. "Blue" - 2:49
16. "Looking Through Your Eyes" - 3:59
17. "You Light Up My Life" - 3:37
18. "One Way Ticket (Because I Can)" - 3:44
19. "How Do I Live" - 3:54 (Mr Mig Dance Radio Edit)
20. "Can't Fight the Moonlight" - 3:38 (Latino Mix)